# Beat (album)
Beat – album brytyjskiego zespołu rockowego King Crimson wydany w roku 1982. 
Tytuł płyty został częściowo zainspirowany nurtem pisarskim Beat Generation:
- Utwór 1 – tytuł „Neal and Jack and Me” odnosi się do Jacka Kerouaca i Neala Cassady’ego – pisarzy tego nurtu.
- Utwór 3 – „Sartori in Tangier” odnosi się do tytułu powieści Kerouaca pt Satori in Paris i miasta Tanger w Maroku, gdzie mieszkało wielu z pisarzy beat generation i które było często miejscem akcji ich utworów (jak np. powieść The Sheltering Sky Paula Bowlesa, z której zespół zaczerpnął tytuł do płyty Discipline.
- Utwór 7 – „The Howler” – odnosi się prawdopodobnie do wiersza „Howl” autorstwa innego beatowego artysty – Allena Ginsberga.
- Według Trouser Press Record Guide, album skupiał się wokół 25 rocznicy publikacji powieści On the Road Kerouaca.
- Z trzynastu albumów studyjnych zespołu, jest to jedyny album, na którym nie ma utworu tytułowego, choć tytuł pojawia się w nazwie utworu „Heartbeat”.

## Lista utworów
Wszystkie utwory napisane przez Adriana Belew (teksty i muzyka) i Billa Bruforda, Roberta Frippa i Tony'ego Levina (muzyka) chyba że podano inaczej.
| 1. | „Neal and Jack and Me”                                                                    | 4:22  |
|    |                                                                                           |       |
| 2. | „Heartbeat”                                                                               | 3:54  |
|    |                                                                                           |       |
| 3. | „Sartori in Tangier”                                                                      | 3:54  |
|    |                                                                                           |       |
| 4. | „Waiting Man”                                                                             | 4:27  |
|    |                                                                                           |       |
| 5. | „Neurotica”                                                                               | 4:48  |
|    |                                                                                           |       |
| 6. | „Two Hands” (słowa A. Belew i Margaret Belew; muzyka A. Belew, Bruford, Fripp, and Levin) | 3:23  |
|    |                                                                                           |       |
| 7. | „The Howler”                                                                              | 4:13  |
|    |                                                                                           |       |
| 8. | „Requiem”                                                                                 | 6:48  |
|    |                                                                                           |       |
|    |                                                                                           | 35:49 |
|    |                                                                                           |       |

## Twórcy
- Robert Fripp – gitara, organy, frippertronics
- Adrian Belew – gitara, wokal
- Tony Levin – gitara basowa, chapman stick, śpiew
- Bill Bruford – perkusja